# 6660 Matsumoto
6660 Matsumoto è un asteroide della fascia principale. Scoperto nel 1993, presenta un'orbita caratterizzata da un semiasse maggiore pari a 2,3868279 UA e da un'eccentricità di 0,1900257, inclinata di 1,64576° rispetto all'eclittica.